# Luis Bates
Pour les articles homonymes, voir Bates.
Luis Bates Hidalgo est un avocat et homme politique chilien né le 25 août 1934 à Santiago et mort le 29 novembre 2023 dans la même ville. 
Il est ministre de la Justice du 3 mars 2003 au 11 mars 2006.